# 12 січня
12 січня — 12-й день року в григоріанському календарі. До кінця року залишається 353 дні (354 дні — у високосні роки).

## Свята і пам'ятні дні

### Національні
- Україна: День українського політв'язня.
- Туркменістан: День пам'яті (жертв битви при Геок-Тепі, 1881).
- Індія: Національний день молоді.
- США: Національний день фармацевта.
- Уельс: Переддень Старого Нового року[1].
- Шотландія: Старий Новий рік[2].

### Релігійні

#### Західне християнство
- Пам'ять святих Бернарда Корлеонського, Бенедикта Біскопа[en], Елреда Рівоського[en], Маргеріти Буржуа[en], Тетяни Римської.

#### Східне християнство[3]
- Пам'ять мучениці Тетяни і тих з нею, що в Римі були замучені;
- Пам'ять святителя Сави Сербського;
- Пам'ять мучеників Мертія та Петра Авесаломіта;
- Пам'ять преподобної Євпраксії Тавенської;
- Ікон Божої Матері, званих «Акафістна» та «Молокоживителька».

## Іменини
✝  Католицькі: Бенедикт, Бернард, Елред, Маргеріт, Татяна.
✙ Православні: Тетяна, Євпраксія, Мерт, Петро, Сава.

## Події
- 1554 — Баїннаун, творець найбільшої імперії в історії Південно-Східної Азії, коронований як король Бірми.
- 1793 — Росія і Пруссія домовилися про другий поділ Польщі.
- 1848 — у Палермо на Сицилії почалось повстання проти короля Двох Сицилій Фердинанда II та неаполітанських Бурбонів — хронологічно перше з «Весни народів».
- 1879 — почалася війна між британськими колоністами в Південній Африці і місцевими племенами зулусів.
- 1920 — у Варшаві (Польща) відбулося засідання членів уряду УНР за участю голови Директорії С. Петлюри, на якому заслухано доповідь міністра праці О. Безпалка про діяльність уряду в Україні, становище в Україні, рішення уряду скликати передпарламент та про затвердження Брацлавської краєвої управи; обмірковано справу повернення в Україну міністерських апаратів, урядовців і громадян, що перебували на території Польщі. Після обмірковування питання про відносини України з Польщею визнано, що «просування польських військ на Україну є небажаним і шкодливим», а тому дипломатична місія УНР мала докласти зусиль для того, щоб «застерегти поляків від офензиви на Україну».
- 1923 — у Кривому Розі ДПУ «викрило» велику українську повстанську організацію. Заарештовано понад 200 осіб.
- 1923 — у Харкові РНК УСРР прийняла постанову «Про вшанування сорокарічної сценічної діяльності М. Заньковецької». Їй було присвоєне звання народної артистки УСРР, призначено підвищену довічну пенсію та перейменовано на її честь колишній Троїцький народний будинок на Театр ім. Заньковецької.
- 1928 — у Москві ОДПУ видало розпорядження своїм місцевим органам, у тому числі ДПУ УСРР, про реалізацію вилученого у приватників хліба.
- 1932 — Гетті Каравей стала першою жінкою, обраною до Сенату США.
- 1938 — німецький археолог Вільгельм Кеніг при розкопках під Багдадом виявив предмет, який виявився найдавнішою батареєю з гальванічних елементів.
- 1939 — в Хусті відбулися установчі збори «Товариства греко-католицьких священників». Ця організація духовенства поклала своїм завданням працювати над «поглибленням українського національного духу, займатися освітньою і господарською працею серед карпато-українського народу». Окремою резолюцією молоді священники засудили «мадярофільство старої генерації». Головою товариства обрано о. Ю. Станинця, відомого під письменницьким псевдонімом «Зореслав».
- 1939 — у Полтаві почали курсувати перші шість таксі.
- 1942 — рейхскомісар України видав постанову про застосування суворих заходів покарання щодо гірників, що ухиляються від реєстрації на біржі праці і тим самим саботують наказ німецької влади про обов'язкову трудову повинність.
- 1942 — рейхскомісар України Е. Кох видав директиву всім генерал- і гебітскомісарам про умови відкриття початкових шкіл. Навчанням охоплювалися діти віком до 11 років. Але школу дозволялося відкрити при дотриманні певних умов, зокрема: наявність палива, відсутність небезпеки поширення інфекційних захворювань, наявність достатньої кількості благонадійних учительських сил, відсутність потреби використання шкільних будинків для інших необхідних цілей. Запроваджувалася українська мова навчання. Заборонялося використовувати радянські підручники, посібники, плани, програми.
- 1950 — у СРСР указом Президії Верховної Ради відновлена смертна кара за зраду, шпигунство і диверсії, що мала зворотну дію в часі.
- 1954 — в австрійській провінції (землі) Форарльберг внаслідок сходження лавини загинули 200 людей. Через 9 годин друга лавина поховала під собою ще 115 осіб.
- 1964 — Римський Папа Павло VI призначив митрополита Йосипа Сліпого членом конгрегації для Східної церкви.
- 1965 — мер міста Торонто (Канада) підписав прокламацію про проголошення 22 січня «Днем української незалежності».
- 1967 — вперше кріоноване тіло людини — професора психології Університету Каліфорнії Джеймса Бедфорда.
- 1972 — КДБ здійснило в Україні серію арештів молодої інтеліґенції в черзі задушення відродження (операція «Блок», «Арешт Коляди»), спрямовану проти українського національного руху. Були заарештовані В. Чорновіл, В. Стус, І. Світличний, Є. Сверстюк, Д. Шумук, М. Плахотнюк, Л. Плющ, О. Сергієнко, І. Коваленко, І. Гель, І. Калинець, М. Осадчий, С. Шабатура, Василь Романюк.
- 1974 — В'ячеслав Чорновіл звернувся з заявою до голови президії Верховної Ради УРСР. У ній повідомлялось, що, починаючи з 12 січня 1972 року (дня його арешту і початку широких репресій проти течії шістдесятників в українському літературно-громадському житті), він щорічно, як в ув'язненні, так і після, відзначатиме одноденною голодівкою аж до справедливого перегляду його та інших аналогічних справ.
- 1981 — відбулася прем'єра серіалу «Династія» на телеканалі Ай-Бі-Сі.
- 1990 — нова влада Румунії першою з країн Східного блоку і колишніх членів Організації Варшавського договору заборонила комуністичну партію; її майно націоналізоване 18 січня.
- 1990 — почався семиденний погром вірменів у столиці Азербайджанської РСР Баку.
- 1998 — 19 країн — членів Євросоюзу підписали протокол про заборону клонування людини.
- 2004 — найбільше (на той час) у світі круїзне судно «Queen Mary 2» вирушило у своє перше плавання через Атлантичний океан.
- 2007 — Китай збив власний метеорологічний супутник, здійснивши, таким чином, перше застосування зброї у космосі за останні двадцять років.
- 2008 — створено кримськотатарську вікіпедію.
- 2010 — близько 17:00 за місцевим часом, в центральній частині Гаїті з незначним інтервалом відбулись два землетруси магнітудою 7,0 і 5,9 відповідно. Паралізований телефонний зв'язок і лінії електропередач, зруйновано і пошкоджено багато будівель, зокрема президентський палац і будинок штаб-квартири миротворчої місії ООН. Загинуло понад 100 тис. людей загинули, 3 млн постраждали. Збитки від природного катаклізму сягнули 9 млрд доларів.
- 2024 — прем'єр-міністр Великої Британії Ріші Сунак прибув до Києва із військовою допомогою для України та підписав із главою держави Володимиром Зеленським двосторонню безпекову угоду, яка буде діяти до моменту вступу України до НАТО.[4][5][6]

## Народились
Дивись також Категорія:Народились 12 січня
- 1591 — Хосе де Рібера, видатний художник Іспанії XVII століття, що довго жив і працював у місті Неаполь, Італія.
- 1597 — Франсуа Дюкенуа, відомий італо-фламандський скульптор XVII століття, представник стилю бароко.
- 1628 — Шарль Перро, французький письменник-казкар.
- 1701 — Василь Григорович-Барський, український мандрівник, вчений-орієнталіст, письменник.
- 1711 — Гаетано Латілла, італійський оперний композитор.
- 1715 — Жак Дюфлі, французький клавесиніст і композитор.
- 1729 — Едмунд Берк, ірландський державний діяч, член Парламенту Великої Британії, публіцист, мислитель. Основоположник теорії британського консерватизму.
- 1777 — Степан Давидов, український композитор, співак і диригент.
- 1800 — Ежен Луї Ламі, французький живописець, учень Антуана Жана Гро, Ораса Верне та Французької академії мистецтв.
- 1822 — Етьєн Ленуар, винахідник двигуна внутрішнього згоряння.
- 1832 — Єлизавета Милорадович, українська громадська діячка і меценатка.
- 1860 — Мамут Рефатов, педагог, музикант, жертва сталінського терору[7].
- 1873 — Василь Кричевський, український художник і архітектор, патріарх родини Кричевських, що дала українському мистецтву кількох видатних особистостей.
- 1876 — Джек Лондон, американський письменник.
- 1878 — Гнат Хоткевич, український письменник, бандурист, композитор, громадсько-політичний діяч, мистецтвознавець, етнограф.
- 1880 — Василь Безкоровайний, український композитор, диригент й педагог.
- 1892 — Михайло Кирпонос, радянський воєначальник, учасник ДСВ. Герой Радянського Союзу.
- 1893 — Герман Герінг, діяч Третього Рейху.
- 1893 — Михайло Гуревич, радянський авіаконструктор, заступник головного конструктора ОКБ-155. Закінчив літакобудівний факультет Харківського технічного інституту. На початку кар'єри займався конструюванням і будівництвом планерів у Харкові.
- 1907 — Сергій Корольов, вчений-винахідник, конструктор ракетно-космічних систем, академік АН СРСР
- 1908 — Жан Делануа, французький актор, кінорежисер, сценарист, володар золотої пальмової гілки Каннів.
- 1909 — Марія Примаченко, українська народна художниця, представниця «наївного мистецтва».
- 1929 — Микола Мащенко, український кінорежисер, сценарист, письменник.
- 1936 — Раймонд Паулс, латвійський композитор.
- 1941 — Володимир Мулявін, білоруський музикант, композитор, засновник і художній керівник білоруського вокально-інструментального ансамблю «Пісняри»
- 1944 — Джо Фрейзер, американський боксер, олімпійський чемпіон 1964, чемпіон світу у важкій вазі 1970—1973 (версії WBC та WBA)
- 1949 — Харукі Муракамі, японський письменник і перекладач.
- 1960 — Станіслав Боклан, український актор театру та кіно, народний артист України.
- 1974 — Мелані Чісхолм, британська попспівачка та автор-виконавець, колишня учасниця гурту Spice Girls.
- 1986 — Джемма Артертон, англійська актриса, знялась у фільмах «Квант милосердя», «Битва титанів», «Принц Персії: піски часу» та інших.
- 1986 — Злата Огнєвіч, українська співачка. Представниця України на пісенному конкурсі Євробачення 2013, посіла третє місце.
- 1990 — Сергій Карякін, російський (до 2009 — український) шахіст. У віці 12 років і 211 днів став наймолодшим гросмейстером в історії, внесений у Книгу рекордів Гіннесса.
- 1999 — Владислав Гераскевич, український скелетоніст, перший в історії цього виду спорту український представник на Олімпійських іграх.

## Померли
Дивись також Категорія:Померли 12 січня
- 1537 — Лоренцо ді Креді, представник Флорентійської школи живопису, учень Андреа Верроккіо і його спадкоємець.

- 1665 — П'єр Ферма, французький математик, основоположник аналітичної геометрії і теорії чисел.
- 1705 — Лука Джордано, талановитий представник неаполітанської школи живопису, художник доби бароко.
- 1856 — Людовит Штур, словацький поет, філолог, громадський діяч, ідеолог словацького національного відродження.
- 1909 — Герман Мінковський, німецький математик.
- 1931 — Джованні Больдіні, італійський художник доби декадансу.
- 1944 — Лука Бич, перший голова Кубанського Краєвого Уряду, кубанський український політичний діяч
- 1948 — Соломон Міхоелс, радянський театральний актор і режисер; убитий співробітниками МГБ.
- 1976 — Агата Крісті, англійська письменниця детективного жанру.
- 1986 — Людвіг Бірман, німецький астроном
- 1998 — Сергій Адамович, український художник-графік.
- 2009 — Клод Беррі, французький кінорежисер